# Caroline Fink

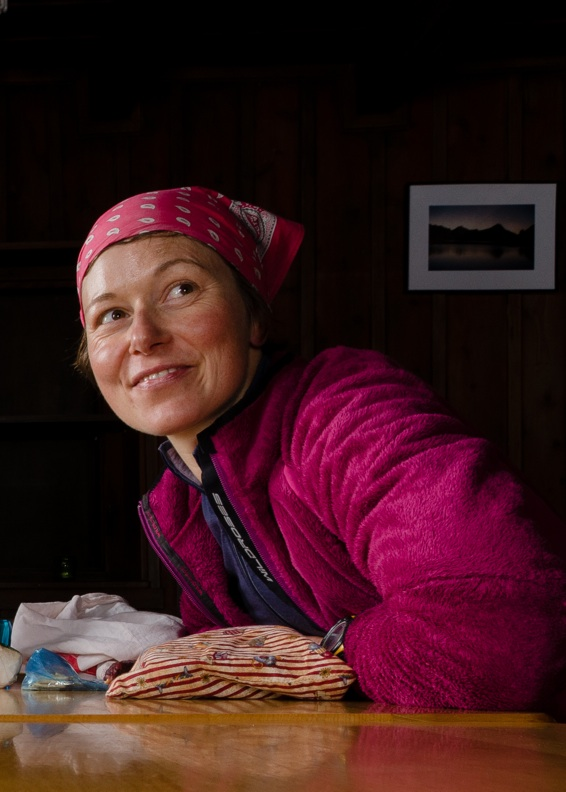
Caroline Fink (2013)

Caroline Fink (* 1. August 1977 in Biel/Bienne) ist eine Fotografin, Filmerin, Autorin und Bergsteigerin.

## Leben
Caroline Fink studierte an der Universität Zürich Soziologie, Publizistik und Neue Deutsche Literatur. Sie verbrachte Studienaufenthalte an der Universidad de la Merced in Murcia, bereiste Nepal, Kirgistan und Grönland und schrieb während eines halbjährigen Aufenthalts Reportagen aus Chile. 2004 schloss sie das Studium mit einer Lizentiatsarbeit zum Thema Kultur und Demokratie ab.
Seit 2007 ist Caroline Fink freischaffende Fotografin, Filmemacherin und Autorin für deutschsprachige Zeitungen und Zeitschriften (unter anderem NZZ und GEO Schweiz), sie publiziert Bücher und arbeitet als Dokumentarfilmerin und als Referentin an der Leica Akademie Schweiz/Suisse und dem MAZ in Luzern, wo sie die Abteilung Fotografie und Digital Storytelling leitet. Sie ist in allen Sparten spezialisiert auf alpine Gebiete, Alpinismus und die Berge der Welt.
Während des Studiums begann sie mit Klettern, Bergsteigen und Skihochtouren, vor allem auch in Frauenseilschaften. Sie arbeitete als Redaktorin einer Presseagentur und der Zeitschrift des Schweizer Bergführerverbandes, publizierte unter anderem in der Neuen Zürcher Zeitung. Dort publizierte sie u. a. auch über die Gründung des Schweizer Frauen Alpen-Club am 27. Februar 1918 und über Pionierinnen im Bergsport; denn 1907 wurden die Frauen aus dem Schweizer Alpen-Club ausgeschlossen.
So etwa bereiste sie zwischen 2016 und 2019 regelmässig den Iran und berichtete ausführlich darüber. Im Frühling 2021 war sie, gemeinsam mit Filmerin Lisa Röösli, Kamerafrau für eine Dokumentation am Dhaulagiri (8167 m) für Radio Télévision Suisse (RTS).

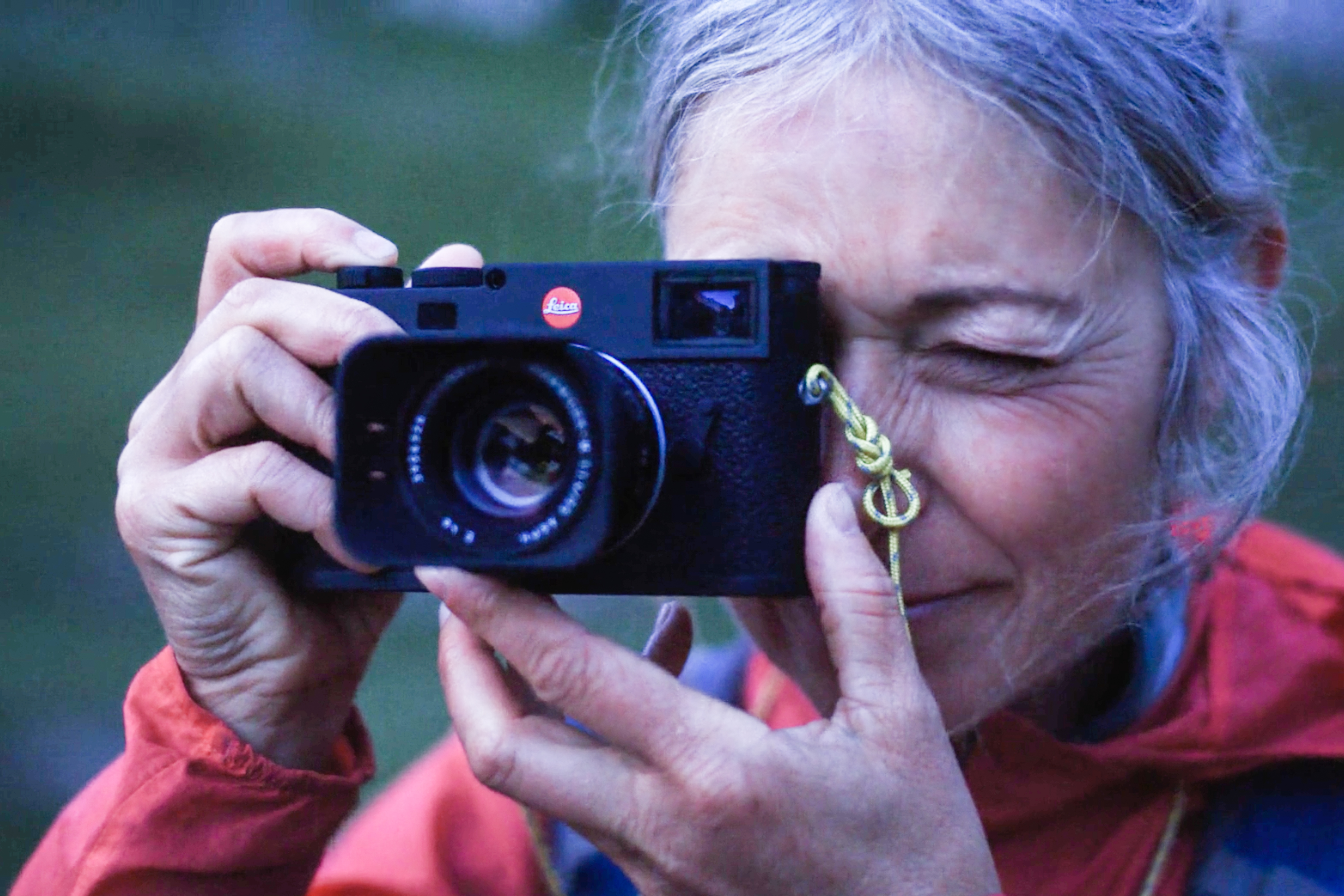
Caroline Fink bei einem Shooting für Leica (2021)

 Sie ist Mitglied des renommierten Explorers Club mit Sitz in New York.

### Werke (Auswahl)
- Leichte 4000er der Alpen. Bruckmann Verlag, München 2022.
- Was sie wohl tun wird mit uns. Experimentalfilm, 7 Minuten, CH/DE (UT EN), 2021.
- Sihlwald – Wild und schön. AS Verlag, Zürich 2020.
- Frauen am Berg Dokumentarfilm, 50 Minuten, CH/DE (UT EN/FR), 2019.
- Silence. AS Verlag, Zürich 2018.
- Welten aus Eis – Unterwegs zu den eindrücklichsten Gletscherlandschaften der Schweiz. AT Verlag, Aarau 2016.
- Aletsch – Von Menschen und Eis. Dokumentarfilm, 23 Minuten, CH/DE (UT EN/FR), 2016.
- Die Viertausender der Schweiz. AS Verlag, Zürich 2015. Mit Marco Volken.
- Erste am Seil. Pionierinnen in Fels und Eis. Tyrolia Verlag, Innsbruck 2013. Mit Karin Steinbach Tarnutzer.
- Das grosse Wanderbuch Glarnerland. AT Verlag, Aarau 2013.
- Dom & Täschhorn: Krone der Mischabel. AS Verlag, Zürich 2012. Mit Daniel Anker und Marco Volken.
- Die Reisefibel – Ein Handbuch für unabhängiges Reisen. Werd Verlag, Zürich 2006.